# Aartsdiakonaat Kempenland
Het aartsdiakonaat Kempenland, voor 1400 meestal aangeduid als aartsdiakonaat Texandria, was tot 1561 een van de zeven aartsdiakonaten van het bisdom Luik. Het was genoemd naar de Kempen, het vroegere Toxandrië.

## Geschiedenis
Tot in de elfde eeuw lagen de grenzen van het aartsdiakonaat Texandria niet vast. Verschillende gebieden werden betwist tussen de bisschop van Luik en die van Utrecht.
Het aartsdiakonaat was onderverdeeld in zeven landdekenaten. In het huidige Nederland waren dit:
- Hilvarenbeek
- Cuyk
- Woensel
- Susteren

In België:
- Maaseik (Eijck)
- Beringen

In Duitsland:
- Wassenberg

Met de nieuwe indeling van de bisdommen in 1559/1561 verloor het aartsdiakonaat Kempenland het grootste deel van zijn grondgebied aan de nieuwe bisdommen 's-Hertogenbosch en Roermond.

## Lijst van aartsdiakens van het aartsdiakenaat Kempenland
| jaar van vermelding | naam                                               |
| ------------------- | -------------------------------------------------- |
| 1007                | Balderik van Loon                                  |
| ca. 1050-1086       | Humbertus ("Hugo")                                 |
| 1095-1128           | Andries van Cuijk                                  |
| 1136/39?            | Herman van Horne (Herman van Horne?)               |
| 1177-1196           | Otto van Valkenburg                                |
| 1196-1215           | Rodolf van Numaico                                 |
| 1230/1233           | Hendrik van Dijcke                                 |
| 1243-1249           | Jacobus Pantaleon                                  |
| 1249-1277           | Engelbert van Isenbruch                            |
| 1277-1310           | Gerhard van Nassau                                 |
| 1314/1318           | Neapoleo de Ursinis                                |
| 1353/1369           | Reinaldus de Ursinis                               |
| 1379                | Ademarus de Rupe                                   |
| 1399                | Ludovicus de Fiesco                                |
| 1411-1415           | Landulfus Marramaurus                              |
| 1430                | Willem van Gavre de Liedekerke                     |
| 1454-1503           | Bernard, graaf van Solms                           |
| 1503-1512           | Jan Arnulphi de Castilione                         |
| 1515-1534           | Willem van Enckevoirt                              |
| 1534-1550           | Michiel Lombaerts van Enckvoort                    |
| 1556-1570           | Willem van Poitiers                                |
| 1570-1585           | Herman, graaf van Renneberg                        |
| 1585-1592           | Egidius Oranus                                     |
| 1599-1604           | Jan Dullarts                                       |
| 1604-1612           | Hendrik van Reusschenberg                          |
| 1612-1613           | Karel, graaf van Arenberg                          |
| 1614-1626           | Eugenius, graaf van Arenberg                       |
| 1626-1638           | Gaspar Robles                                      |
| 1638-1646           | Ernst de Billehé                                   |
| 1646-1666           | Pieter de Rosen                                    |
| 1666-1688           | Jan Arnold, baron de Lerode                        |
| 1688-1725           | Ferdinand Maximiliaan Paul, graaf van Berlo        |
| 1725-1759           | Maximiliaan Hendrik Jan Hyacinth, graaf van Horion |
| 1759-1777           | Herman Jan Mattheus de Trappé                      |
| 1777-1808           | Philip Antoon Joseph de Fabri-Beckers              |